# Японська окупація Філіппін

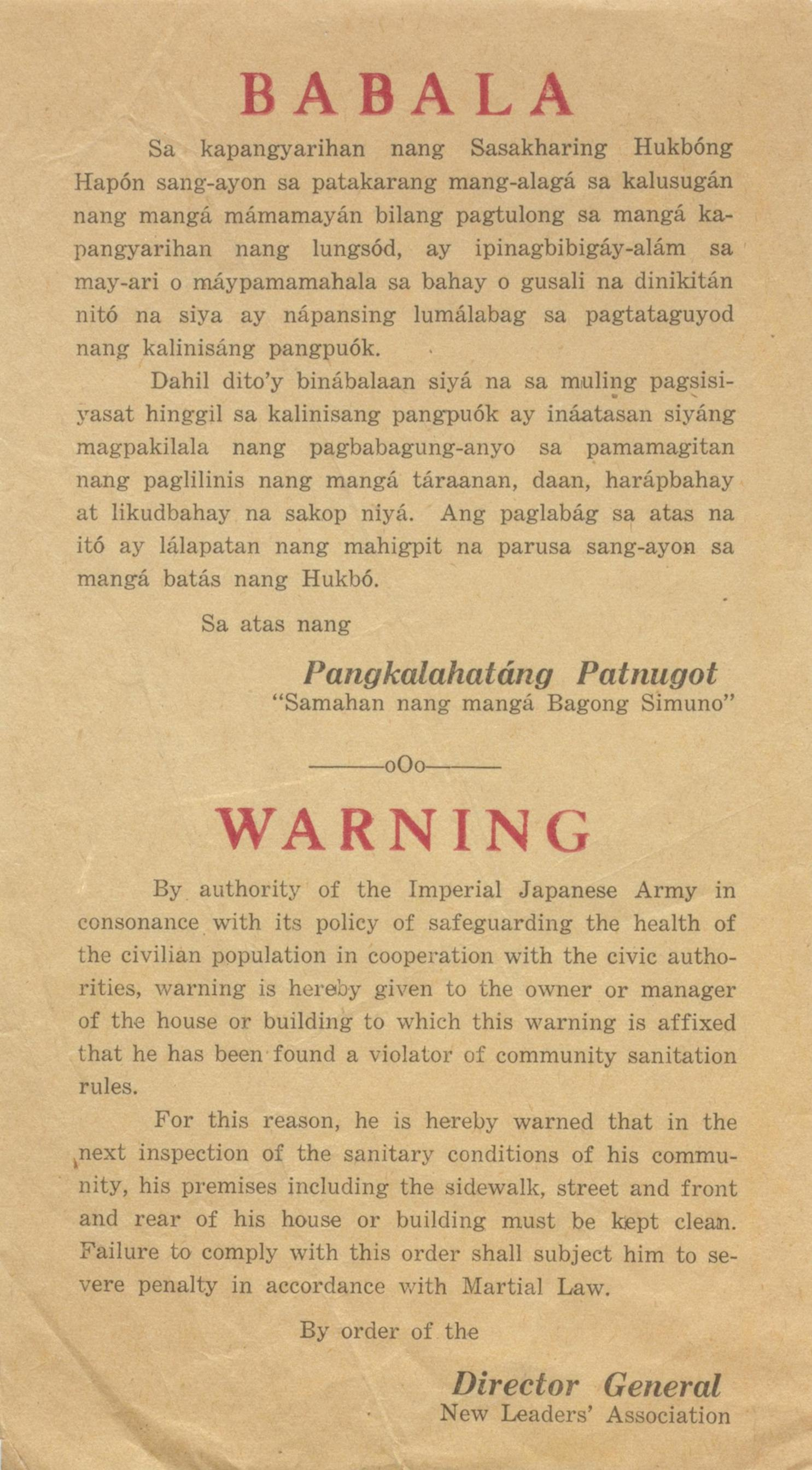
Попередження для місцевих жителів про тримання своїх приміщень в санітарних умовах, за не дотримання правил буде назначено покарання

Японська окупація Філіппін (філіппінська: Pananakop ng mga Hapones sa Pilipinas, японська: 日本のフィリピン占領, Hepburn: Nihon no Firipin Senryō) окупація відбулась між 1942 і 1945 роками, коли Японська Імперія окупувала Співдружність Філіппін під час Другої світової війни.
Філіппінська операція почалась 8 грудня 1941 року через десять годин після нападу на Перл-Харбор. Як і в Перл-Харборі, американські літаки були серйозно пошкоджені при першому нападі Японії. Через відсутність повітряного захисту, американський Азійський флот на Філіппінах відійшов до Яви 12 грудня 1941 року. Генерал Дуглас Макартур був змушений тікати з Філіппін в Австралію, залишивши своїх людей в Коррехідорі в ніч на 11 березня 1942. 76 000 голодуючих і хворих американських і філіппінських захисників на Батаані здалися 9 квітня 1942 року і були змушені переносити сумнозвісний Марш смерті з Батаану, на якому загинуло або було вбито 7 000-10 000 чоловік. 13 000 тих, що вижили на Коррегідоре здалися 6 травня.
Японія окуповувала Філіппіни більше трьох років, до капітуляції Японії. Високоефективна партизанська кампанія філіппінських сил опору контролювала шістдесят відсотків островів, в основному джунглів і гірських районів. Макартур постачав їх підводними човнами та посилав підкріплення і офіцерів. Філіппіни залишалися вірними Сполученим Штатам, почасти через американські гарантії незалежності, а також тому, що японці примушували велику кількість філіппінців працювати понад нормово, також вони примушували молодих філіппінських жінок працювати в будинках розпусти.
Генерал Макартур стримав свою обіцянку повернутися на Філіппіни 20 жовтня 1944 року. Висадка на острові Лейте супроводжувалась силою в 700 кораблів і 174 000 чоловіків. У грудні 1944 року острови Лейте і Міндоро були очищені від японських солдатів. Під час кампанії Імператорська японська армія провела самовбивчий захист островів. Такі міста, як Маніла (друге найбільше зруйноване союзне місто у Другій світовій війні), були повністю зруйновані. У період окупації загинуло від 500 000 до 1 000 000 філіппінців.

## Передумова
Японія почала напад на Філіппіни 8 грудня 1941 року всього через десять годин після їхнього нападу на Перл-Харбор. Перше повітряне бомбардування супроводжувалася висадкою наземних військ як на півночі, так і на південь від Маніли. Філіппінські і американські війська захищалися і перебували під командуванням генерала Дугласа Макартура, який був повернений на дійсну службу в армії Сполучених Штатів на початку цього року і був призначений командувачем Збройними Силами Сполучених Штатів в Азійсько-Тихоокеанському регіоні.  Літак його команди був знищений; військово-морським силам було наказано піти; і через обставини в Тихоокеанському регіоні підкріплення і поповнення його сухопутних військ було неможливим. Під тиском переважаючих чисел сили захисту вийшли на Батаанський півострів і на острів Коррехідор біля входу в затоку Маніли. Маніла, оголошена відкритим містом, щоб запобігти її руйнуванню,  була окупована японцями 2 січня 1942 року.
Філіппінська оборона тривала до остаточної здачі сил США і Філіппін на Батаанійському півострові в квітні 1942 року і на Коррегідоре в травні. Більшість з 80 000 військовополонених, захоплених японцями в Батаані, були змушені провести сумнозвісний «[[Марш Смерті з Батаану|Марш смерті з Батаану]» в табір в 105 кілометрах на північ. Тисячі людей, знесилені від хвороб і недоїдання і від жорстокого поводження японських військ, померли, перш ніж досягти місця призначення. Кесон і Осменья супроводжували війська в Коррегідоре, а потім поїхали до Сполучених Штатів, де вони створили уряд у вигнанні. Макартуру наказали втекти до Австралії, де він почав планувати повернення на Філіппіни.

## Окупація
Японська військова влада негайно почала організовувати нову державну структуру на Філіппінах. Хоча японці обіцяли незалежність островам після окупації, вони спочатку організували Державну раду, через яку вони направляли цивільні справи до жовтня 1943 року, коли вони оголосили Філіппіни незалежною республікою. Більшість філіппінської еліти, за деякими помітними винятками, служили японцям.  Маріонеткову республіку очолював президент Хосе Лаурель Філіппінське співробітництво в маріонетковому уряді почалося під керівництвом Хорхе Б. Варгаса, який спочатку був призначений Кесоном як мер Великої Маніли до того, як Кесон покинув Манілу. Єдиною політичною партією, дозволеною під час окупації, була організована Японією КАЛІБАПІ.  Під час окупації більшість філіппінців залишалися вірними Сполученим Штатам, а військові злочини, скоєні силами Японської імперії проти зданих союзних військ, і цивільних осіб були задокументовані.
Велика кількість місцевих жінок були змушені працювати в якості так званих жінок-утішників, прикладом чого є Бахаї на Пулі.

### Опір
Японській окупації Філіппін протистояла активна та успішна підпільна і партизанська діяльність, яка збільшувалася з роками й в кінцевому підсумку охоплювала значну частину країни. Проти цих партизан в Японії були створене бюро констебля (пізніше отримало назву старої поліції у Другій республіці), Кемпейтай,  і Макапа.  Повоєнні розслідування показали, що близько 260 000 чоловік були в партизанських організаціях і що члени антияпонського підпілля були ще більш численними. Їхня діяльність була дуже ефективна, так що до кінця війни Японія контролювала тільки дванадцять з сорока восьми провінцій Філіппін.
Філіппінський партизанський рух продовжував зростати, не дивлячись на японські кампанії проти них. Усюди по Лусон і південним островам філіппінці приєдналися до різних груп і поклялися боротися з японцями. Командири цих груп вступали в контакт один з одним, сперечалися про те, хто керуватиме якою територією, і почали розробляти плани з надання допомоги американським військовим. Вони зібрали важливу розвідувальну інформацію і вивезли її контрабандою в армію США, процес, який іноді займав місяці. Генерал Макартур створив підпільну операцію з підтримки партизан. У нього був лейтенант-командер Чарльз «Чик» Парсонс який привозив контрабандою гармати, радіоприймачі та приладдя для партизан. Все це перевозилось підводними човнами. Партизанські сили, у свою чергу,  створювали свою зброю і вибухові речовини та планували надати допомогу під час вторгнення Макартура, саботуючи японські лінії зв'язку та атакуючи японські війська з тилу. 

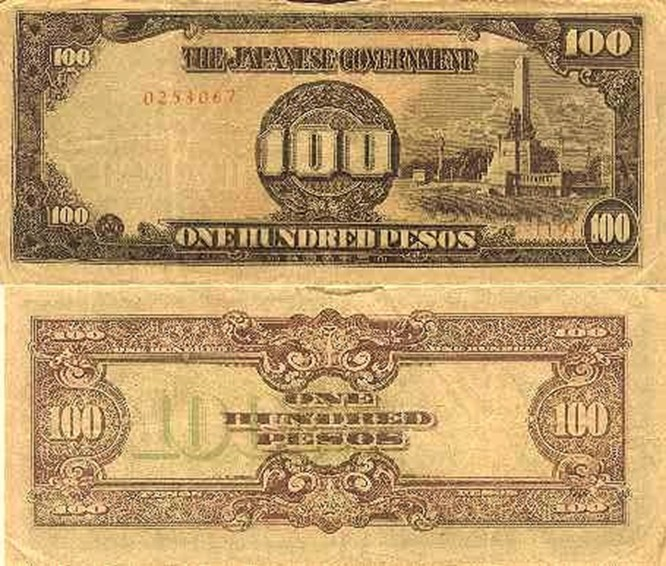
100 песо, зроблені японцями під час окупації.

По всьому архіпелагу сформувалися різні партизанські сили, починаючи від груп озброєних сил США на Далекому Сході (США), які відмовилися здатися місцевим ополченцям, спочатку організованим для боротьби з бандитизмом, викликаним безладом, спричиненим вторгненням. На кількох островах в районі Вісайя були партизанські сили на чолі з філіппінськими офіцерами, такими як полковник Макаріо Перальта в Панаї майор Ісмаєль Інгенеро в Бохолі,  і капітан Сальвадор Абдель в Негросі.
На острові Мінданао, що знаходиться далеко від центру японської окупації, було 38 000 партизан, які згодом були об'єднані під командуванням американського інженера-полковника Венделла Фертіга. Партизани Фертіга включали безліч американських і філіппінських військ, які були частиною сили в Мінданао під командуванням майора Вільяма Ф. Шарпа. Коли Вейнрайт наказав військам Шарпа здатися, Шарп був вимушеним підкоритися цьому наказу. Багато з американських і філіппінських офіцерів відмовилися здатися, оскільки вони міркували про те, що Вейнрайт, тепер в'язень, який може вважатися під примусом, і не має повноважень віддавати накази Шарпу. З кількох причин невідомо, скільки з них не здалося, хоча, ймовірно, близько 100-200 американців виявилися партизанами Фертіга. Імена нових філіппінських новобранців були цілеспрямовано виключені зі списків чоловіків, які будуть здані. В інших випадках документи були сфабриковані, щоб повідомляти про меншу кількість людей, ніж насправді під командуванням Шарпа. Інші війська загинули з різних причин після відходу, або повністю покинули Мінданао.
Одна група опору в районі Центрального Лусона була відома як Хукбалапап (Hukbo ng Bayan Laban sa Hapon) або Народна антияпонська армія, організована на початку 1942 року під керівництвом Луїса Тарука, члена комуністичної партії з 1939 року. Хакс озброїв близько 30 000 чоловік і розширив контроль над частинами Лусона. Однак партизанська діяльність на Лусоні була ускладнена через широку японську присутність і боротьбу між різними групами, включаючи війська Хукбалапапа, які постійно атакували партизанські підрозділи підтримуванні керівництвом США.
Відсутність обладнання, складна місцевість і нерозвинена інфраструктура зробили координацію цих груп практично неможливою, і протягом декількох місяців в 1942 році всі контакти були втрачені з силами опору Філіппін. Комунікації були відновлені в листопаді 1942 року, коли реформована Філіппінська 61-а дивізія на острові Панай на чолі з полковником Макаріо Пералта змогла встановити радіоконтакт з командою USAFFE в Австралії. Це дозволило  командуванню SWPA отримати дані про японські війська на Філіппінах, а також консолідувати партизанські дії та дозволити партизанам допомогти у військових діях.
Партизанським підрозділам було збільшення обсягу постачання ресурсів і радіоприймачів. До моменту вторгнення Лейте чотири підводні човни були направлені виключно на постачання партизанам.
Інші партизанські загони були прикріплені до SWPA і були активні в усьому архіпелазі. Деякі з цих підрозділів були організовані або безпосередньо пов'язані з підрозділами до здачі, і мали координувати дії партизан. Прикладом цього могла служити 26-я кінна кавалерія.  Інші партизанські загони складалися з колишніх солдатів Філіппінської армії та Філіппінських скаутів, яких японці звільнили з таборів для військовополонених. Інші були об'єднаними підрозділами американців, військових і цивільних осіб, які ніколи не здавалися або не втекли після здачі, і філіппінці, християни й народи моро, які спочатку сформували свої власні невеликі підрозділи. Полковник Венделл Фертіг організував таку групу в Мінданао, яка не тільки ефективно пручалася японцям, а й сформувала власний повний уряд, який часто діяв відкрито на острові. Деяким партизанським підрозділам пізніше будуть допомагати американські підводні човни, які поставляли предмети постачання, евакуювали біженців і поранених, а також цілі підрозділи, такі як 5217-й розвідувальний батальйон, і розвідників Аламо.
До кінця війни близько 277 окремих партизанських загонів, що складаються з 260 715 чоловік, билися в русі опору. Вибрані партизанські загони пізніше  були реорганізовані й екіпіровані, як підрозділи Філіппінської армії та поліції.

## Кінець окупації
Коли генерал Макартур повернувся в Філіппіни зі своєю армією наприкінці 1944 року, йому була забезпечена інформація; кажуть, що на той час, коли Макартур повернувся, він знав, що кожен японський лейтенант їв на сніданок і де він останній раз стригся. Але повернення було непростим. Японський імператорський генеральний штаб вирішив зробити Філіппіни своїм останнім пунктом оборони та зупинити американське просування до Японії. Вони відправили кожного солдата, літака і військово-морське судно на оборону Філіппін. Корпус Камікадзе був створений спеціально для захисту Філіппін. Битва за Лейтйськійську затоку закінчилася катастрофою для японців і була найбільшою морською битвою Другої світової війни. Кампанія по поверненню Філіппін була найбільш кровопролитною кампанією Тихоокеанської війни. Інформація розвідки, зібрана партизанами, запобігла катастрофі - вона показала плани японського генерала Ямашито, захопити армію Макартура в пастку.
Союзні сили Макартура висадилися на острові Лейте 20 жовтня 1944 року в супроводі Осьменьї, який змінив президентство Співдружності після смерті Кесона 1 серпня 1944 року. Потім на острові Міндоро і на Лінґайєнській затоці на західній стороні Лусона, і почався поштовх до Маніли. Співдружність Філіппін було відновлено. Боротьба була жорстокою, особливо в горах північного Лусона, де японські війська відступили і в Манілі, де вони чинили опір. Війська Філіппінської співдружності і визнані партизанські загони робили остаточний наступ. Філіппінські партизани також зіграли велику роль під час звільнення. Один партизанський загін замінив регулярно створений американський підрозділ, а інші партизанські сили батальйону і полкового розміру доповнювали зусилля підрозділів армії США. Більше того, кооперація філіппінського населення послабила проблеми постачання, будівництва та цивільної адміністрації та полегшило завдання союзних військ по поверненню країни.
Боротьба тривала до офіційної капітуляції Японії 2 вересня 1945 року. Філіппіни після війни зазнали великих втрат населення і величезні фізичні руйнування. За оцінками, один мільйон філіппінців військового і цивільного населення було убито; з них 131,028 були перераховані як убиті в  військових злочинах. Втрати в США склали 10 380 чоловік і 36 550 поранених; втрати Японців склали 255 795.

### Основні джерела
- Ephraim, Frank (2003). Escape to Manila: From Nazi Tyranny to Japanese Terror. University of Illinois Press. с. 220. ISBN 978-0-252-02845-8. Архів оригіналу за 24 лютого 2017. Процитовано 29 січня 2018.

| Прапор Філіппін | Це незавершена стаття про Філіппіни. Ви можете допомогти проєкту, виправивши або дописавши її. |